# Xorides investigator
Xorides investigator là một loài tò vò trong họ Ichneumonidae.